# Бекренево (Ивняковское сельское поселение)
Бекренево — деревня в Ярославском районе Ярославской области России. 
В рамках организации местного самоуправления входит в Ивняковское сельское поселение; в рамках административно-территориального устройства включается в Бекреневский сельский округ. Ранее входила в состава Бекреневского сельсовета.

## География
Расположена в окружении сельскохозяйственных полей непосредственно на северо-западной окраине Ярославля. Деревня примыкает с северо-востока к железной дороге Ярославль — Рыбинск.

## Население
| 2007 | 2010 |
| ---- | ---- |
| 89   | ↘53  |

По состоянию на 1859 год в деревне было 8 домов и проживало 54 человека.
По состоянию на 1989 год в деревне проживало 90 человек.
Национальный и гендерный состав
Согласно результатам переписи 2002 года, в национальной структуре населения русские составляли 98 % из 64 чел., из них 32 мужчины, 32 женщины.
Согласно результатам переписи 2010 года население составляло 53 человека, в том числе 25 мужчин и 28 женщин.

## Инфраструктура
Основа экономики — личное подсобное хозяйство. По состоянию на 2021 год большинство домов используется жителями для постоянного проживания и проживания в летний период. Вода добывается жителями из личных колодцев.
Имеется почтовое отделение №150506, таксофон (около дома №14)., медицинский пункт (по данным на 2010 год). Действует крестьянское хозяйство «Елена».
Единственная улица — Центральная.

## Транспорт
Въезд в деревню возможен с дороги Р-132 «Золотое кольцо» через деревню Зяблицы, а также со стороны Брагино с улицы Громова.